# Croton rosarianus
Espèce
Croton rosarianus est une espèce de plantes à fleurs du genre Croton et de la famille des Euphorbiaceae, présente au Mexique (Puebla).